# 野田総合病院
野田総合病院（のだそうごうびょういん）は千葉県野田市にある医療機関である。2025年（令和7年）1月31日までの名称は、「医療法人社団圭春会 小張総合病院」で、2025年（令和7年）2月1日から医療法人徳洲会が運営を引き継ぎ、「医療法人徳洲会 野田総合病院」として開院した。

## 診療科
出典
（2023年3月現在）
- 総合内科
- 呼吸器内科
- 循環器内科
- 消化器内科
- 糖尿病・代謝内科
- 腎臓内科
- 脳神経内科
- 外科
- 呼吸器外科
- 心臓血管外科
- 消化器外科
- 乳腺外科
- 肛門外科
- 整形外科
- 脳神経外科
- 小児科
- 皮膚科
- 形成外科
- 泌尿器科
- 産婦人科
- 眼科
- 耳鼻咽喉科
- 放射線科
- 救急科
- 麻酔科
- ペインクリニック内科
- 病理診断科
- リハビリテーション科（理学療法・作業療法・言語療法）

## 医療機関指定
出典
| 保健医療機関・救急・労災・母体保護法・身体障害者福祉法 | 結核予防法・生活保護法・更生医療・原子爆弾被爆者一般疾病 |
| 小児慢性特定疾病・B型肝炎母子感染防止・助産施設        | 日本アレルギー協会患者相談協力認定施設                   |
| マンモグラフィ検診施設・画像認定施設（A認定）          |                                                          |

## 学会認定
出典
| 日本内科学会教育施設                                        | 日本呼吸器学会認定施設                                            |
| 日本呼吸器内視鏡学会関連認定施設                            | 日本呼吸器外科学会専門医合同委員会認定基幹施設                    |
| 日本外科学会専門医制度修練施設                              | 日本脳神経外科学会専門医研修施設                                  |
| 日本消化器内視鏡学会指導施設                                | 日本消化器病学会認定施設                                          |
| 日本消化器学会専門医修練施設                                | 日本消化器外科学会専門医制度指定修練施設                          |
| 日本消化管学会胃腸科指導施設                                | 日本胸部外科学会指定施設                                          |
| 日本循環器学会循環器専門医研修施設                          | 日本整形外科学会専門医研修施設                                    |
| 日本透析医学会認定施設                                      | 日本腎臓学会認定研修施設                                          |
| 日本アレルギー学会 耳鼻咽喉科：アレルギー専門医教育研修施設 | 日本アレルギー学会 呼吸器内科：アレルギー専門医准教育研修施設     |
| 日本アレルギー学会 小児科：アレルギー専門医准教育研修施設   | 日本泌尿器科学会専門医教育施設                                    |
| 日本麻酔科学会認定病院                                      | 日本ペインクリニック学会指定研修施設                              |
| 日本乳癌学会認定関連施設                                    | 日本神経学会専門医准教育施設                                      |
| 日本病理学会研修認定施設                                    | 日本臨床細胞学会教育研修施設                                      |
| 日本臨床細胞学会認定施設                                    | 日本周産期・新生児医学会暫定研修施設                              |
| 日本静脈経腸栄養学会NST稼働施設                             | 日本プライマリ・ケア連合学会家庭医療後期研修プログラム（ver.2.0） |
| 日本栄養療法推進協議会NST稼働施設                           | 日本がん治療認定医機構認定研修施設                                |
| マンモグラフィ検診精度管理中央委員会検診施設画像認定施設    | 昭和大学医学部教員の学外研修医療機関                              |
| 順天堂大学三学会構成心臓血管外科認定関連施設                |                                                                   |

## 交通
出典
- 東武鉄道　東武アーバンパークライン　野田市駅　徒歩20分
- 野田市駅前から小張総合病院前